# Gartenstadt Atlantic

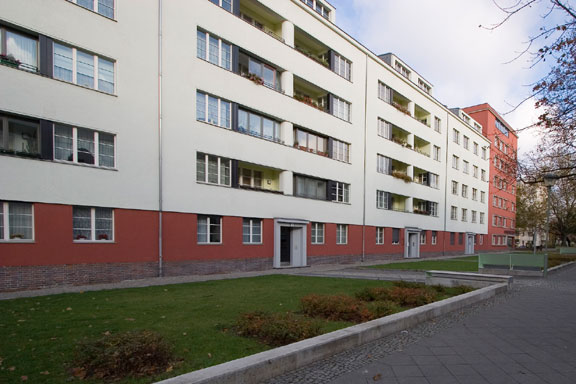
Gartenstadt Behmstraße (2005)

Die Gartenstadt Atlantic ist eine 50 Häuser umfassende Wohnsiedlung im Berliner Ortsteil Gesundbrunnen. Sie wurde von 1926 bis 1929 nach Entwürfen des Architekten Rudolf Fränkel in unmittelbarer Nachbarschaft zum Bahnhof Berlin Gesundbrunnen (Behmstraße Ecke Bellermannstraße) durch die Gartenstadt Atlantic AG errichtet. Deren Aktien erwarb 1937 der Verleger Karl Wolffsohn. 2000 erbte der Enkel, Historiker und Publizist Michael Wolffsohn die Gartenstadt Atlantic
und ließ sie von 2001 bis 2005, zusammen mit seiner Frau Rita (Tochter von Wilhelm Braun-Feldweg), den drei erwachsenen Kindern und angeheirateten Partnern, als Familien-Projekt aufwendig sanieren. Zeitgleich gründeten sie die dazugehörige, nach dem Kino des Großvaters benannte Lichtburg-Stiftung.

## Geschichte

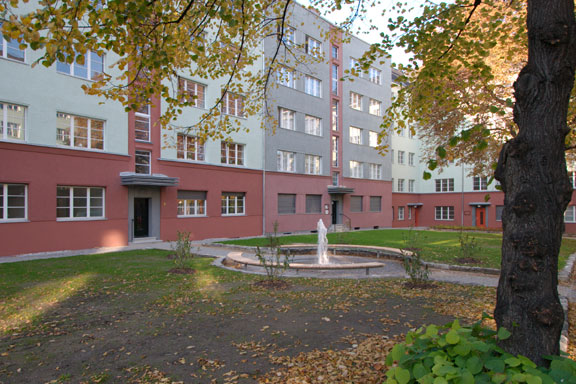
Vorgarten nach der Gebäudesanierung

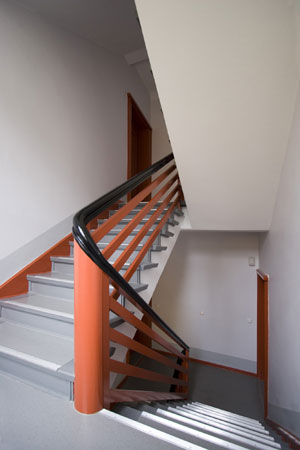
Treppenhaus nach der Modernisierung

Fränkel schuf mit der Siedlung eines der wichtigsten Beispiele des sogenannten „Reform-Wohnungsbaus“ in Berlin. In einer Übertragung der englischen Gartenstadtidee sollten in Abkehr von den engen – am Ende des 19. Jahrhunderts gebauten – Mietskasernen helle Wohnungen mit großflächigen Innenhöfen errichtet werden. Abweichend von der ursprünglichen Idee der Gartenstadt, dem Wohnen im Grünen am Stadtrand, wurde hier eine Wohnanlage mitten im ursprünglich industriell geprägten Stadtteil errichtet, deren Grünanlagen sich vorwiegend in den Innenhöfen, zwischen den Häusern befinden.
Herzstück der Anlage war die an der Behmstraße gelegene Lichtburg, eines der besten Beispiele der klassischen Moderne in der deutschen Hauptstadt und bedeutender Unterhaltungskomplex im Berlin der 1920er Jahre. Neben Tanzsälen war hier auch ein Großkino mit 2000 Sitzplätzen untergebracht.
Die geografische Lage am Rande des französischen Sektors, nahe der Sektorengrenze zum sowjetischen Sektor, führte nach dem Ende des Zweiten Weltkriegs zum langsamen Niedergang des Viertels. Nach dem Bau der Berliner Mauer wurde die Lichtburg 1962 geschlossen und noch einige Jahre als Weizen- und Konservendepot der Senatsverwaltung für Wirtschaft genutzt. Im Jahr 1970 wurde das Gebäude abgerissen.
Der verbleibende Gebäudekomplex wurde 1995 unter Denkmalschutz gestellt und zwischen 2001 und 2005 vom Berliner Architekturbüro bfstudio-architekten im Auftrag von Michael Wolffsohn, der mit seiner Frau Rita und den Kindern, die Gebäude von seinem Großvater Karl Wolffsohn geerbt hatte, aufwendig saniert. Vor der Sanierung betrug die Leerstandsquote etwa 30 Prozent, nach der Sanierung, für die Kredite von 25 Millionen Euro aufgenommen werden mussten, existieren Wartelisten für die Vermietung.
Am 23. Juni 2016 wurde anlässlich des 100-jährigen Bestehens eine Infostele über Karl Wolffsohn errichtet und ein großes Fest gefeiert, bei dem auch 20 Verwandte aus fünf Generationen der Familie Wolffsohn anwesend waren, u. a. die 93-jährige Mutter von Michael Wolffsohn.

## Lichtburg-Stiftung
Mit der Lichtburg-Stiftung haben Michael Wolffsohn und seine Frau Rita eine Institution gegründet, die neben den vorhandenen Gewerbebetrieben sowie medizinischen und medizinnahen Dienstleistern kulturelle und künstlerische Einrichtungen in die Gartenstadt integriert und fördert. So befinden sich in der Anlage folgende Einrichtungen:
- Lichtburgforum,Die Literatur- und Theaterwerkstatt und die Medienwerkstatt im Jahr 2020
- Klingendes Museum,
- Junge Lichtburg,
- Lernwerkstatt Zauberhafte Physik,[8][9]
- Literatur- und Theaterwerkstatt,

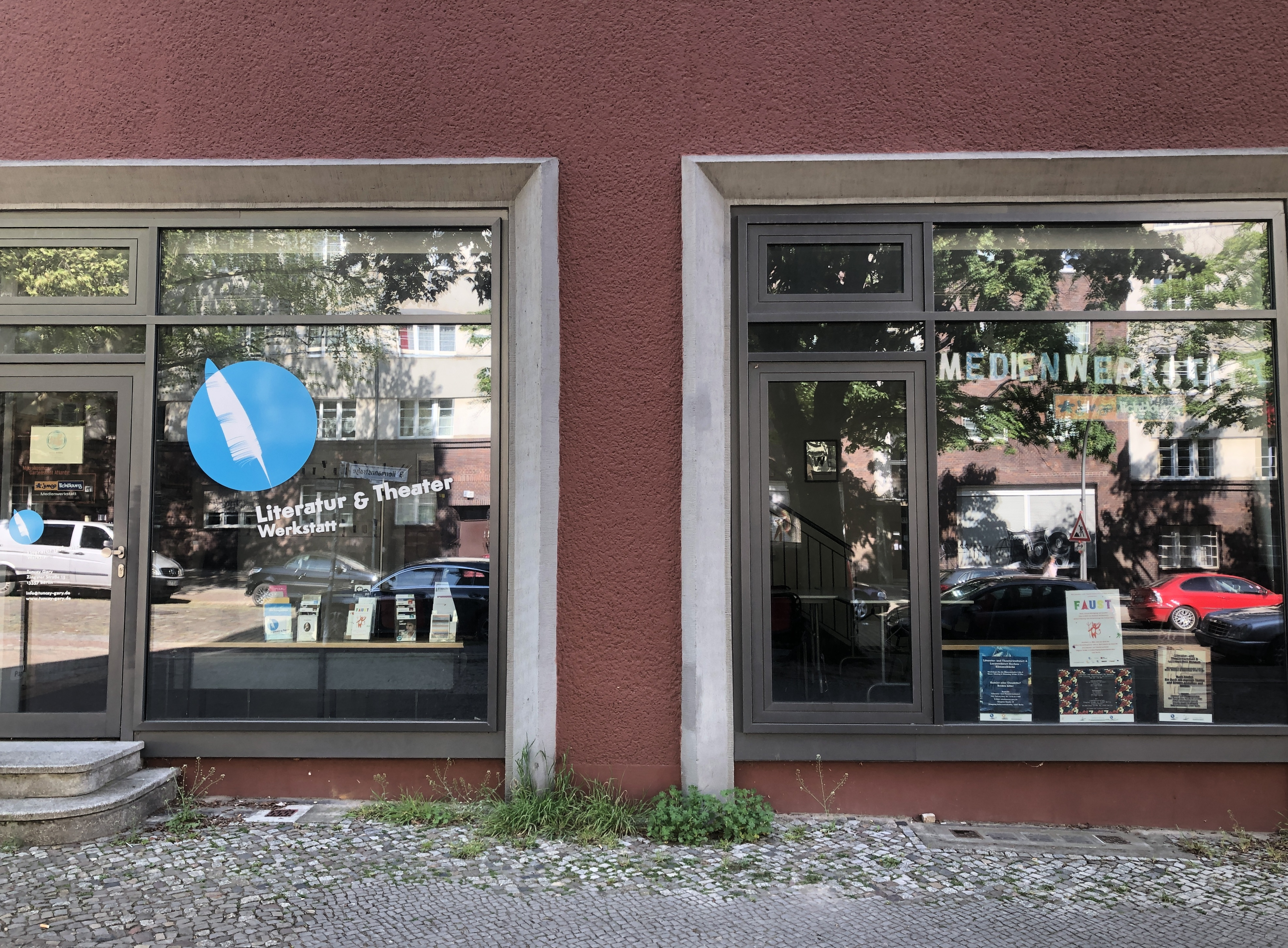
Die Literatur- und Theaterwerkstatt und die Medienwerkstatt im Jahr 2020

- Lernwerkstatt Kochen – Kümmelküche,
- Lernwerkstatt Museum,
- Lernwerkstatt Natur.

## Video
- TV-Bericht „Gartenstadt Atlantic wird 100 Jahre alt“. Bei: TV Berlin, Juni 2016 (YouTube)

## Audios
- Berliner Gartenstadt Atlantic Mit Renditenverzicht gegen Gentrifizierung, 9.03 Minuten Audio-Version, Rita und Michael Wolffsohn im Gespräch mit Ute Welty, Deutschlandfunk Kultur 6. April 2019
- „Ich bin die Ameise am Mount Everest“, 68.32 Minuten Audio-Version, Michael Wolffsohn im Gespräch mit Florian Felix Weyh, Deutschlandfunk 4. August 2024

## Auszeichnungen
- 2004: Auszeichnung beim Wettbewerb „Das beste Konzept für innerstädtisches Wohnen“ der Stiftung Lebendige Stadt
- 2006–2009: Schirmherrschaft der Deutschen UNESCO-Kommission für den „Welttag der Kulturellen Vielfalt“
- 2017 Auszeichnung Hochschullehrer des Jahres an Michael Wolffsohn, emeritierter Professor für Neue Geschichte an der Universität der Bundeswehr München, der „als Wissenschaftler, Publizist und Querdenker mit Worten und Taten überzeugt und mit der Gartenstadt Atlantic inmitten von Berlin ein einzigartiges interkulturelles Wohn- und Vorzeigeprojekt verwirklicht hat“.

## Bekannte ehemalige Bewohner
- Hanne Sobek(1900–1989)[10]
- Eberhard Diepgen[11]
- Nan Hoover (1931–2008)
- Günther Uecker (1930–2025) hatte hier ein Atelier[12]